# خباءه وحدة (ردفان)

تعديل مصدري - تعديل

خباءه وحدة هي إحدى قرى عزلة الحبيلين بمديرية ردفان التابعة لمحافظة لحج، بلغ تعداد سكانها 32 نسمة حسب تعداد اليمن لعام 2004.